# Артавазд IV (цар Великої Вірменії)
Артавазд IV (*20 до н. е. — 6) — цар Великої Вірменії у 4—6 роках, цар Атропатени 4—6 років (як Артавазд II).

## Життєпис
Походив з династії Атропатіди. Старший син Аріобарзана II, царя Атропатени. Народився у 20 році до н. е. Замолоду опинився як заручник у Римській імперії. Після цього перебрався до Атропатени.
У 4 році н. е. після смерті батька стає царем Атропатени. Водночас за допомогою римських військ вдруге посів трон Великої Вірменії. Проводив проримську політику. Це викликало невдоволення Парфії. Водночас місцева знать була невдоволена впровадженням римських звичаїв. В результаті у 6 році Артавазд IV було повалено й вбито. В Атропатені владу захопив Артабан III, цар Парфії. У Великій Вірменії римляни поставили на трон Тиграна V з Іродіадської династії.